# Dejan Jakovic
Dejan Jakovic (serbisch-kyrillisch Дејан Јаковић; * 16. Juli 1985 in Karlovac, SFR Jugoslawien, heute Kroatien) ist ein aus Jugoslawien stammender kanadischer Fußballspieler.

## Vereinskarriere
Jakovic zog mit seiner Familie 1991 während des Balkankonflikts ins kanadische Toronto. Zwischen 2005 und 2007 spielte er für die UAB Blazers, das Universitätsteam der University of Alabama at Birmingham.
Im Sommer 2008 absolvierte Jakovic ein Probetraining beim serbischen Klub Roter Stern Belgrad und erhielt schließlich einen Vertrag. Zu Saisonbeginn kam er unter Zdeněk Zeman zu einigen Einsätzen (drei in der Liga, zwei in der UEFA-Pokal-Qualifikation), nach dessen Entlassung in der Frühphase der Saison spielte er unter Zemans Nachfolger Čedomir Janevski keine Rolle mehr. Im Februar 2009 wechselte Jakovic zum US-amerikanischen MLS-Klub D.C. United.
Am 14. Januar 2014 wechselte Jakovic zum japanischen Klub Shimizu S-Pulse.

## Nationalmannschaft
Beim Qualifikationsturnier für die Olympischen Spiele 2008 bildete er gemeinsam mit André Hainault die Innenverteidigung der kanadischen Olympiaauswahl. Die Qualifikation wurde durch eine 0:3-Niederlage im Halbfinale gegen die USA verpasst. Bereits zwei Monate zuvor debütierte er in der kanadischen A-Nationalmannschaft, als er im Freundschaftsspiel gegen Martinique eingewechselt wurde.